# Gwageo
El gwageo (o kwago) era el examen para el servicio civil nacional durante las dinastías Goryeo y Joseon de Corea. Por lo general muy exigentes, estos exámenes medían el conocimiento de los candidatos de los clásicos chinos y a veces también sobre ciertos temas técnicos. Estos exámenes eran el vía principal por la que la mayoría de las personas conseguían posiciones en la aristocracia.
El gwageo estaba basado en los exámenes para el servicio civil de la China imperial. El sistema hizo su aparición inicialmente en  Silla Unificada, ganó importancia en Goryeo, y fue el centro del sistema educativo durante la dinastía Joseon. El tutelaje provisto por el hyanggyo, seowon y seonggyungwan tenía por objetivo principal preparar a los estudiantes para el gwageo y su posterior carrera en el servicio gubernamental. Bajo la dinastía Joseon, no podían acceder a los puestos de mayor jerarquía aquellos jóvenes que no fueran hijos de oficiales del segundo rango o superiores a menos que el candidato hubiera aprobado el gwageo. Aquellos que aprobaban el examen literario superior monopolizaban todas las posiciones de máxima responsabilidad en el estado.